# Ermington, New South Wales
Ermington är en del av en befolkad plats i Australien. Den ligger i kommunen Parramatta och delstaten New South Wales, i den sydöstra delen av landet, omkring 15 kilometer väster om delstatshuvudstaden Sydney. Antalet invånare är 9 470.
Runt Ermington är det mycket tätbefolkat, med 3 757 invånare per kvadratkilometer.. Närmaste större samhälle är Sydney, omkring 15 kilometer öster om Ermington. 
Runt Ermington är det i huvudsak tätbebyggt. Genomsnittlig årsnederbörd är 1 380 millimeter. Den regnigaste månaden är februari, med i genomsnitt 200 mm nederbörd, och den torraste är juli, med 36 mm nederbörd.